# 泰勒斯鎮區 (北卡羅萊納州威爾遜縣)
泰勒斯鎮區（英語：Taylors Township）是位於美國北卡羅萊納州威爾遜縣的一個鎮區。

## 地方資料
泰勒斯鎮區的面積為54.65平方千米，皆為陸地。根據2020年美國人口普查的數據，當地共有人口9536人，而人口密度為每平方千米174.49人。